# Moriyama Takichirō

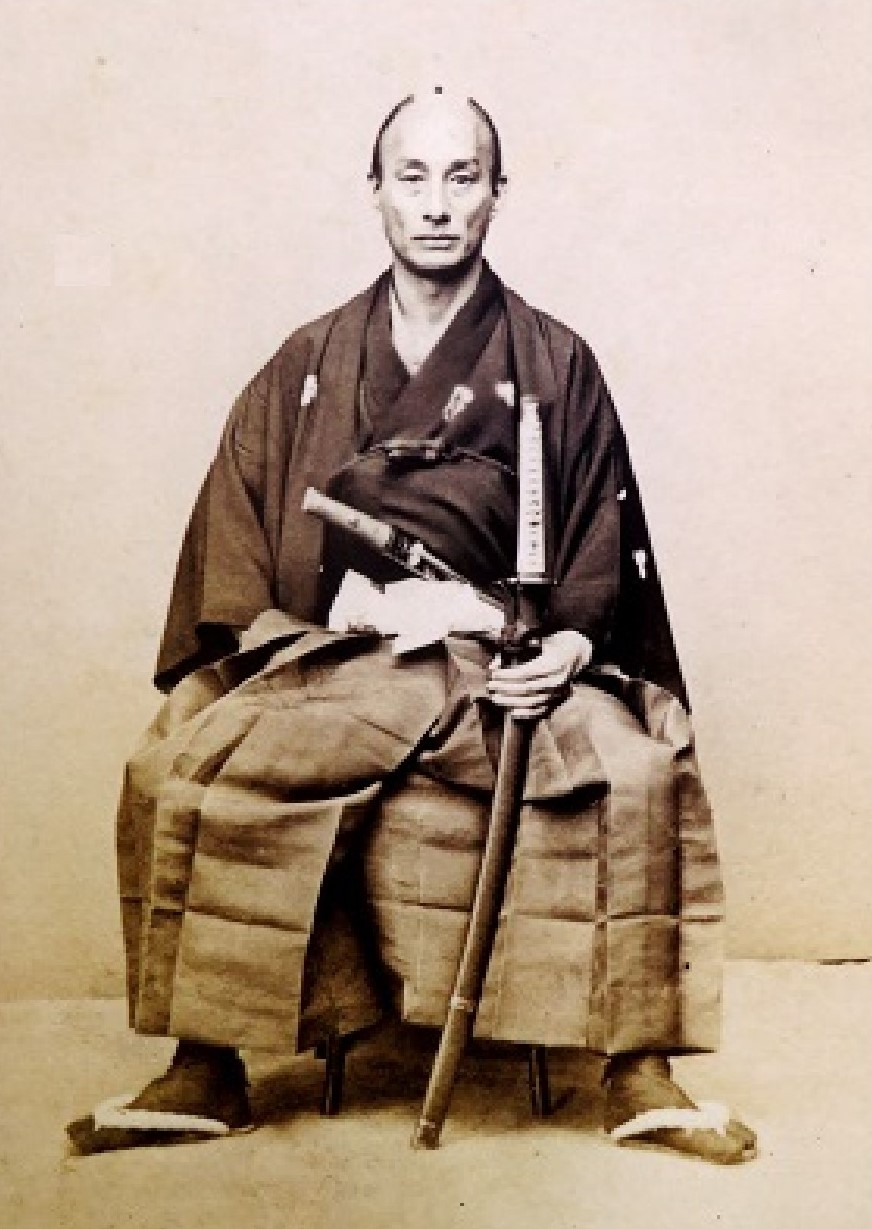
Moriyama Takichirō

Moriyama Takichirō (japanisch 森山 多吉郎, Vorname auch Einosuke, Go: Chayama (茶山); geboren 10. Juli 1820 in Nagasaki (Provinz); gestorben 4. Mai 1871 in Z) war ein japanischer Dolmetscher in der späten Edo-Zeit.

## Leben und Wirken
Moriyama Takichirō wurde 1837 Junior-Dolmetscher für Niederländisch und lernte 1848 Englisch von McDonald, einem amerikanischen Schiffbrüchigen. Im selben Jahr war er, zusammen mit Nishi Kichibē (西 吉兵衛) und anderen, Mitherausgeber von „Egeresu-go jisho wage“ (エゲレス語辞書和解) – „Englisch-Japanisches Wörterbuch“, das aber nicht fertiggestellt wurde.
1854 kamen Putjatin als Gesandter Russlands, im selben Jahr kam Perry
als Gesandter der Vereinigten Staaten, 1854 war Harris Konsul, 1861 besuchte die „Takeuchi-Gesandtschaft“ Europa, jedes Mal war Moriyama an den Verhandlungen als Dolmetscher beteiligt. Er war auch beteiligt an den Auseinandersetzungen mit den Vertretern des „Sonnō jōi“, die gegen jede Öffnung Japans waren. 1868 wirkte er an den Verhandlungen zur Öffnung des Hafens von Hyōgo mit.
Moriyama wurde Leiter der Mitarbeitergruppe des Kommissars für Hyōgo (兵庫奉行支配組頭, Hyōgobugyō shihai kumigashira). Während dieser Zeit eröffnete er eine Privatschule in Edo. Zu seinen Schülern gehörten u. a. der Autor Fukuchi Gen’ichirō und der Politiker Numa Morikazu.
Moriyama war nicht nur Dolmetscher, sondern auch ein fähiger Diplomat, der vom britischen Repräsentanten Alcock als „die zuverlässigste Person, die Informationen mit den Briten austauschen konnte“ beschrieben wurde.